# Найманська балка
Найма́нська балка, Найма́н-Їлгаси́ (крим. Nayman yılğası) — маловодна балка в Україні, у Керченському районі Автономної Республіки Крим, Керченський півострів.

## Опис
Довжина річки 9 км, площа басейну водозбору 13,5,5  км². Формується багатьма безіменними струмками.

## Розташування
Бере початок на південно-західній стороні від села Ярке (до 1948 — Баш-Киргиз, крим. Baş Qırğız). Тече переважно на південний захід і на північно-західній стороні на відстані 8 км від миса Чауда впадає у Феодосійську затоку Чорного моря.

## Цікавий факт
- На південно-східній стороні від гирла балки на відстані більше 8 км розташований Чаудинський маяк[1].